# Уильямс, Стэн (бейсболист)
Стэнли Уилсон Уильямс (англ. Stanley Wilson Williams; 14 сентября 1936, Энфилд, Нью-Гэмпшир — 20 февраля 2021, Лафлин, Невада) — американский бейсболист и тренер. Играл на позиции питчера. Выступал в Главной лиге бейсбола с 1958 по 1972 год. После завершения карьеры работал тренером в ряде клубов лиги. Победитель Мировой серии 1959 года в составе «Лос-Анджелес Доджерс». Входил в тренерский штаб «Цинциннати Редс», выигравших Мировую серию 1990 года.

## Биография
Стэнли Уильямс родился 14 сентября 1936 года в Энфилде в штате Нью-Гэмпшир. Он был младшим из четырёх детей в семье строителя Ирвинга Уильямса и его жены Эвелин. Позднее они переехали в Денвер. Уильямс вырос в денверском районе Ист-Сайд, там же окончил старшую школу, где играл в бейсбол и американский футбол. В 1954 году, сразу после выпуска, он подписал контракт с клубом «Бруклин Доджерс».

### Игровая карьера
Профессиональную карьеру Уильямс начал на уровне D-лиги в составе команды «Шони Хокс». Сезон он завершил с тремя победами и пятью поражениями с пропускаемостью 4,57. В 1955 году он продемонстрировал свой потенциал, выиграв восемнадцать матчей в составе «Ньюпорт-Ньюс Доджерс». К 1957 году он продвинулся в фарм-системе до уровня AAA-лиги, а в начале следующего сезона дебютировал за «Доджерс», к тому моменту переехавших в «Лос-Анджелес».
Уильямс закрепился в звёздной стартовой ротации «Доджерс» и свой первый сезон в Главной лиге бейсбола завершил с девятью победами при семи поражениях и показателем ERA 4,01. Главной его проблемой стал контроль подачи. На поле его отличала склонность к броскам в отбивающих, чтобы запугать их. Несколько источников даже сообщали, что у Уильямса был список игроков для этого. В 1959 году он играл в стартовом составе и реливером, одержав пять побед при пяти поражениях. Его пропускаемость составила 3,97. «Доджерс» завершили сезон победой в Мировой серии, в которой Уильямс провёл на поле два иннинга пятого матча.
В 1960 году команда опустилась на четвёртое место в таблице, но Уильямс провёл хороший сезон. Он выиграл четырнадцать матчей, проиграв десять, его показатель ERA снизился до 3,00. Единственный раз в карьере он вошёл в число участников Матча всех звёзд лиги. Перед стартом сезона 1961 года клуб повысил заработную плату Уильямса до 16 тысяч долларов. В чемпионате он одержал пятнадцать побед при двенадцати поражениях, но пропускаемость выросла до 3,90. В 1962 году команда претендовала на выход в Мировую серию, но в игре за первое место в Национальной лиге ошибка Уильмса привела к победе «Сан-Франциско Джайентс».
Перед стартом чемпионата 1963 года «Доджерс» обменяли нестабильного питчера в «Нью-Йорк Янкис». В команде Уильямс провёл два сезона, в первом из них сыграл в Мировой серии, проведя на поле три иннинга без пропущенных очков. В 1964 году он получил травму и играл не так хорошо. В 1965 году «Янкис» обменяли его в «Кливленд Индианс». Там Уильямс провёл один из лучших сезонов своей карьеры. В 1967 году, после возвращения из фарм-клуба, он выиграл тринадцать матчей при одиннадцати поражениях с ERA 2,50 и 147 сделанными страйкаутами.
Перед началом сезона 1969 года высота питчерской горки была уменьшена. Уильямс не смог сразу адаптироваться к новым условиям, завершив чемпионат с шестью победами при четырнадцати проигрышах. В межсезонье его обменяли в «Миннесоту». В составе «Твинс» в 1970 году он играл реливером, сделав 15 сейвов при пропускаемости 1,99. После этого Уильямс выступал за «Сент-Луис Кардиналс» и «Бостон Ред Сокс», в 1972 году сыграв свои последние матчи в лиге.

### Карьера тренера
В 1974 году Уильямс возглавил фарм-команду «Бостона» «Бристол Ред Сокс» и привёл её к победе в дивизионе. После этого успеха главный тренер «Ред Сокс» Даррелл Джонсон пригласил его в свой штаб работать с питчерами. Проработав два сезона, Уильямс покинул команду вместе с Джонсоном. Затем он занимал должности тренера питчеров в «Чикаго Уайт Сокс» и «Янкис».
В 1990 году Лу Пинелла пригласил Уильямса в свой штаб в «Цинциннати Редс». При участии Уильямса трио реливеров, которое составили Роб Диббл, Норм Чарлтон и Рэнди Майерс, вошло в число лучших в лиге. «Редс» стали победителями Мировой серии. В 1991 году Уильямс был уволен владелицей клуба Мардж Шотт, несмотря на возражения Пинеллы.
В 1998 году Уильямс присоединился к Пинелле в «Сиэтле», затем последовал за ним в «Тампу-Бэй», где занимался скаутингом. Последним местом работы Уильямса был клуб «Вашингтон Нэшионалс», из которого он ушёл в 2010 году. В апреле 2013 года его включили в Зал спортивной славы штата Колорадо.
Стэн Уильямс скончался 20 февраля 2021 года в своём доме в Лафлине в штате Невада, ему было 84 года.